# ألف كناتسون
ألف كناتسون هو سياسي نرويجي، ولد في 1420، وتوفي في 1496.